# Josef Kaluža
Josef Kaluža (* 22. dubna 1975, Frýdek-Místek) je ostravský divadelní a televizní herec. Od roku 2004 je členem souboru Komorní scény Aréna.

## Biografie
Josef Kaluža se narodil 22. 4. 1975 ve Frýdku-Místku. Už v dětství se u něj projevily herecké vlohy, a proto po celou dobu základní školy navštěvoval literárně dramatický obor na frýdecko-místecké lidové škole umění. V rodném městě zůstal i nadále a studoval zde na střední průmyslové škole, kterou v 1989 ukončil. Po maturitě se rozhodl zkusit štěstí v herecké dráze. Neúspěšně se hlásil se na brněnskou JAMU. Od kamaráda se později dozvěděl o možnosti studovat Hudebně dramatické umění na ostravské Janáčkově konzervatoři, kam byl přijat a kterou úspěšně ukončil. Ještě během studií hostoval v několika inscenacích dnešního Národního divadla moravskoslezského.

## Kariéra
V posledním ročníku konzervatoře mu bylo manželem jeho tehdejší profesorky Alexandry Gasnárkové Bedřichem Jansou nabídnuto angažmá v činohře Slezského divadla Opava. Zde působil po dobu tří a půl sezón. V roce 1999 tehdejší umělecký šéf ostravského Divadla Petra Bezruče Michal Przebinda hledal do souboru nové umělce. Na přímluvu své nynější kolegyně Aleny Sasínové-Polarczyk v něm Josef Kaluža získal stálé angažmá. Po necelých čtyřech sezónách v roce 2004 přesídlil do Komorní scény Aréna, jejímž členem je dodnes (k roku 2020).
Vedle angažmá v Aréně hostoval v Divadle v Celetné (Divadelní spolek Kašpar) v Praze nebo v ostravském Divadle Mír.
Několik příležitostí se mu naskytlo i v oblasti audio tvorby, a to v podobě načítání audioknih, případně komentářů dokumentů. Zejména v menších rolích se objevil i v televizních a internetových seriálech a studentských filmech. V roce 2017 se objevil ve videoklipu k písni Sám sobě sám kapely Ptakustik.
V roce 2018 se stal držitelem ostravské divadelní Ceny Jantar za hlavní roli Joa Coopera ve hře Zabiják Joe.

### Výběr divadelních rolí
1998 – Když tančila... (role: Sergej Jesenin; režie: Bedřich Jansa; Slezské divadlo Opava)
1998 – Manon Lescaut (role: Tiberge; režie: Bedřich Jansa; Slezské divadlo Opava)
2001 – Orfeus a Eurydika (role: Linos; režie: Michal Przebinda; Divadelní společnost Petra Bezruče)
2004 – Nebezpečné vztahy (role: Rytíř Danceny; režie: Jakub Korčák; Divadelní společnost Petra Bezruče)
2004 – Sen noci svatojánské (role: Demetrius; režie: Ivan Krejčí; Komorní scéna Aréna)
2006 – Racek (role: učitel Semjon Medvěděnko; režie: Ivan Krejčí; Komorní scéna Aréna)
2008 – Penzion pro svobodné pány (role: Mulligan; režie: Ivan Krejčí; Komorní scéna Aréna)
2009 – Hra snů (role: On; režie: Jiří Nekvasil (režisér); Komorní scéna Aréna)
2010 – Hamlet (role: Horacio; režie: Ivan Krejčí; Komorní scéna Aréna)
2011 – Blecha (role: Bunce; režie: Peter Gábor; Komorní scéna Aréna)
2012 – Plešatá zpěvačka (role: Moderátor a Služka; režie: Grzegorz Kempinsky; Komorní scéna Aréna)
2016 – Divoká kachna (role: Hjalmar Ekdal; režie: David Šiktanc; Komorní scéna Aréna)
2017 – Smíření (role: Voják; režie: Ivan Krejčí; Komorní scéna Aréna)
2018 – Zabiják Joe (role: Joe Cooper; režie Jiří Pokorný; Komorní scéna Aréna)
2019 – Zkrocení zlé ženy (role: Petrucio; režie: Vojtěch Štěpánek; PaS de Theatre)
2020 – Kočka v oreganu (role: Alan; režie: Petr Svojtka; Komorní scéna Aréna)
2021 – Macbeth (role: Macduff; režie: Ivan Krejčí; Komorní scéna Aréna)

### Výběr televizních rolí
2007 – Návrat do Červeného města (studentský film)
2014 – Pečený sněhulák (televizní pořad)
2016 – Rozsudek (televizní seriál)
2016 – Já, Mattoni (televizní seriál)
2016 – Vymazán (studentský film)
2017 – Lajna (internetový seriál)
2020 – Místo zločinu Ostrava (televizní seriál)
2020 – sKORO NA mizině (internetový seriál)
2020 – Stockholmský syndrom (televizní film)

### Audioknihy
2016 – Údolí strachu (Arthur Conan Doyle; Radioservis a.s.)
2018 – Lovci (František Kotleta; Nakladatelství Epocha)
2018 – Anatomie skandálu (Sarah Vaughanová; Bookmedia, Audiotéka)
2019 – Trhlina (Jozef Karika; Radioservis a.s.)
2019 – Dos grojse genareraj – z antologie Ve stínu Říše (František Kotleta; Nakladatelství Epocha)